# Десемантизация
Десемантизация — это постепенная утрата лексического значения, которая относится к основным типам изменения лексического значения слова, ведущим к грамматизации. Десемантизацию ещё можно описать как не полное обессмысливание. Например, слова ритуального языка часто теряют не весь смысл, но часть его, как правило, сохраняя или даже приобретая оценочное значение (со знаком плюс или минус). Отсюда — длинные ряды синонимов или квазисинонимов, не являющихся таковыми в обыденном языке. Десемантизация глагола проявляется также в преобладании в научном тексте глаголов широкой, абстрактной семантики: существовать, происходить, иметь, появляться, изменять(ся), продолжать(ся) и пр.